# Mike Ness
Michael James Ness (Stoneham, Massachusetts, 3 de Abril de 1962) é o vocalista, guitarrista e líder da banda punk Social Distortion.

## Biografia
Criado inicialmente em Condado de Orange, Califórnia, ele foi expulso de casa pelos pais aos 15 anos de idade e passou os anos seguintes entrando e saindo de prisões e experimentando drogas; após formar o Social Distortion em 1979, a batalha de Ness contra o vício se acirrou, e após gravar o clássico álbum "Mommy's Little Monster", seu estilo de vida autodestrutivo (belamente capturado no documentário de 1985 "Another State of Mind") quase pôs um fim à banda.
Ao conseguir se limpar, ele reuniu a banda em 1988 para lançar "Prison Bound", seguido em 1990 pela estréia em uma grande gravadora, o álbum "Social Distortion", com o hit "Ball and Chain". Após "Somewhere Between Heaven and Hell" (1992), porém, a banda tirou férias prolongadas de quatro anos, até o lançamento de "White Light, White Heat, White Trash". Em 1999, Ness lançou seu primeiro álbum solo, "Cheating at Solitaire". Uma coleção de canções compostas por seus artistas preferidos, "Under the Influences", foi lançada ao final do mesmo ano. Lançado no segundo semestre de 2007, o game Guitar Hero III: Legends of Rock incluiu "Story of my Life", um dos grandes hits da banda, em sua playlist.
Após um hiato de 8 anos, em 2004 Mike Ness volta a formar o Social Distortion e lança "Sex, love and Rock´n roll".
Em abril de 2010 a banda se apresentou pela primeira vez no Brasil, com shows históricos em Rio de Janeiro, São Paulo, Curitiba e Porto Alegre.